# Carlos Cuesta
Carlos Cuesta,  né le 9 mars 1999 à Quibdó en Colombie, est un footballeur international colombien qui joue au poste de défenseur central au Galatasaray SK.

## Biographie

### En club
Il participe à la Copa Libertadores et à la Copa Sudamericana avec l'équipe de l'Atlético Nacional.

### En sélection
Avec les moins de 17 ans, il participe au championnat sud-américain des moins de 17 ans en 2015. Lors de cette compétition, il marque un but contre le Pérou.
Avec les moins de 20 ans, il participe au championnat sud-américain des moins de 20 ans en 2017 puis en 2019. Lors de l'édition 2019, il officie comme capitaine et délivre une passe décisive contre le Chili.
Il dispute ensuite la Coupe du monde des moins de 20 ans 2019 organisée en Pologne. Lors du mondial junior, il officie de nouveau comme capitaine et joue cinq matchs. La Colombie s'incline en quart de finale face à l'Ukraine.

## Statistiques

### En sélection nationale
| Saison                | Sélection             | Phases finales        | Phases finales | Phases finales | Phases finales | Éliminatoires CDM | Éliminatoires CDM | Éliminatoires CDM | Matchs amicaux | Matchs amicaux | Matchs amicaux | Total | Total | Total |
| Saison                | Sélection             | Compétition           | M              | B              | Pd             | M                 | B                 | Pd                | M              | B              | Pd             | M     | B     | Pd    |
| --------------------- | --------------------- | --------------------- | -------------- | -------------- | -------------- | ----------------- | ----------------- | ----------------- | -------------- | -------------- | -------------- | ----- | ----- | ----- |
| 2020-2021             | Colombie              | Copa América 2021     | 0              | 0              | 0              | 0                 | 0                 | 0                 | -              | -              | -              | 0     | 0     | 0     |
| 2021-2022             | Colombie              | -                     | -              | -              | -              | 6                 | 0                 | 0                 | 1              | 0              | 0              | 7     | 0     | 0     |
| 2022-2023             | Colombie              | -                     | -              | -              | -              | -                 | -                 | -                 | 3              | 0              | 0              | 3     | 0     | 0     |
| 2023-2024             | Colombie              | Copa América 2024     | 5              | 0              | 0              | 2                 | 0                 | 0                 | 3              | 0              | 0              | 10    | 0     | 0     |
| Total sur la carrière | Total sur la carrière | Total sur la carrière | 5              | 0              | 0              | 8                 | 0                 | 0                 | 7              | 0              | 0              | 20    | 0     | 0     |

## Palmarès
| Atlético Nacional (3)                                                                                  | KRC Genk (2)                                                                                   | Colombie                            |
| --- | ---------------------------------------------------------------------------------------------- | ----------------------------------- |
| - Championnat de Colombie (1) : - Champion : 2017 - Coupe de Colombie (2) : - Vainqueur : 2016 et 2018 | - Coupe de Belgique (1) : - Vainqueur : 2021 - Supercoupe de Belgique (1) : - Vainqueur : 2019 | - Copa América : - Finaliste : 2024 |